# Romandía
Romandía, Suiza romanda o Suiza francesa (en francés: Romandie, Suisse française o Suisse romande; en alemán: Romandie o Welschschweiz; en italiano: Romandia o Svizzera romanda; en romanche: Svizra romanda) es la parte francófona de Suiza. Comprende los cantones de Ginebra, Vaud, Neuchâtel y Jura, así como las zonas francófonas de los cantones de Berna, Valais (74 %) y Friburgo. Alrededor de 1,95 millones de personas (el 24,5 % de la población suiza) vive en Romandía.

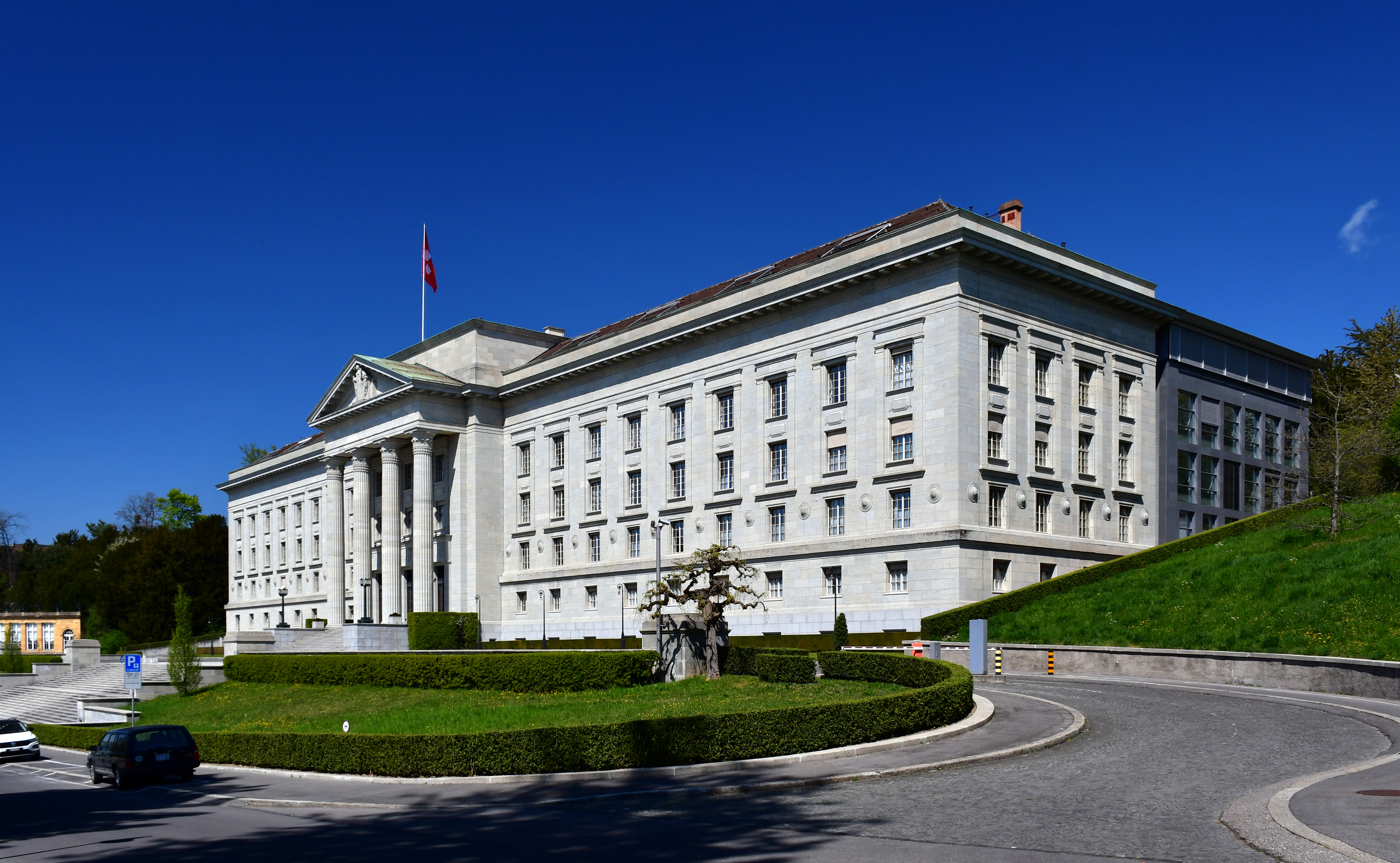
Tribunal Federal Suizo en Lausana, Romandía

## Nombre
El adjetivo romand es una variante dialectal regional de roman; en el francés antiguo se utiliza como término para las lenguas vernáculas galo-romances. El uso del adjetivo romand (con -d final no etimológica) en referencia a los dialectos franco-provenzales se remonta al siglo XV; se registra, como rommant, en un documento escrito en Friburgo en 1424 y que se actualiza en los siglos XVII y XVIII en Vaud y Friburgo; se adoptó en Ginebra en el siglo XIX, pero su uso nunca se extendió fuera de la actual Suiza francófona.
El término Suisse romande se ha empleado ampliamente desde la Primera Guerra Mundial; antes de la misma y durante el siglo XIX, se utilizó el término «Suisse française» "Suiza francesa", que refleja el prestigio cultural y político de Francia (el cantón de Vaud fue creado por Napoleón a partir de los antiguos territorios sujetos a Berna, mientras que Ginebra, el Valais y el Jura se unieron incluso brevemente a Francia, formando los departamentos de Léman, Simplon y Mont-Terrible, respectivamente). La «Suisse romande» se usa en contraposición a la Suisse alémanique ("Suiza alemana"), término que designa la Suiza de habla alemana. Se forma por analogía con la «Suisse italienne» ("Suiza italiana"), que se compone del Tesino y de una parte de los Grisones.
En el alemán suizo, la Suiza francófona se conoce como «Welschland» o «Welschschweiz», y la población suiza francófona como Welsche, utilizando el antiguo término germánico para "celtas".

## Lengua
El francés suizo y el francés de Francia son la misma lengua con algunas diferencias. Por ejemplo, al igual que en otras regiones de habla francesa (Bélgica, Valle de Aosta), los francófonos suizos usan septante (setenta) en lugar de soixante-dix (literalmente, "sesenta-diez") y nonante (noventa) en lugar de quatre-vingt-dix ("cuatro-veinte-diez"). Además, en algunas partes de Romandía, principalmente en el cantón de Vaud, los hablantes dicen también huitante o, más raramente, octante (ochenta) en lugar de quatre-vingt (literalmente, "cuatro-veinte").
Antiguamente, el franco-provenzal —un idioma galorromance, distinto del francés— era la lengua de toda la Suiza romanda, excepto del Jura, donde siempre se habló un dialecto del francés. El francés introducido en la región a finales del Medievo no pudo reemplazar las hablas franco-provenzales en las zonas rurales hasta principios del siglo XX. Actualmente, el franco-provenzal está al borde de la extinción, hablándolo solo unos pocos habitantes, mayormente ancianos. El alemán de Suiza ha retrocedido algunos kilómetros hacia el este ante el francés desde finales del siglo XIX. Esto se nota principalmente en el cantón del Valais, quedando algunos enclaves muy pequeños aislados, sobre todo en el cantón del Jura.
El término «Romandía» no existe formalmente en el sistema político, pero se emplea para distinguir y unificar a la población francófona de Suiza. Los canales de televisión de Radio Télévision Suisse (RTS) están destinados precisamente a esta población. Asimismo, en esta región se disputa anualmente el Tour de Romandía.

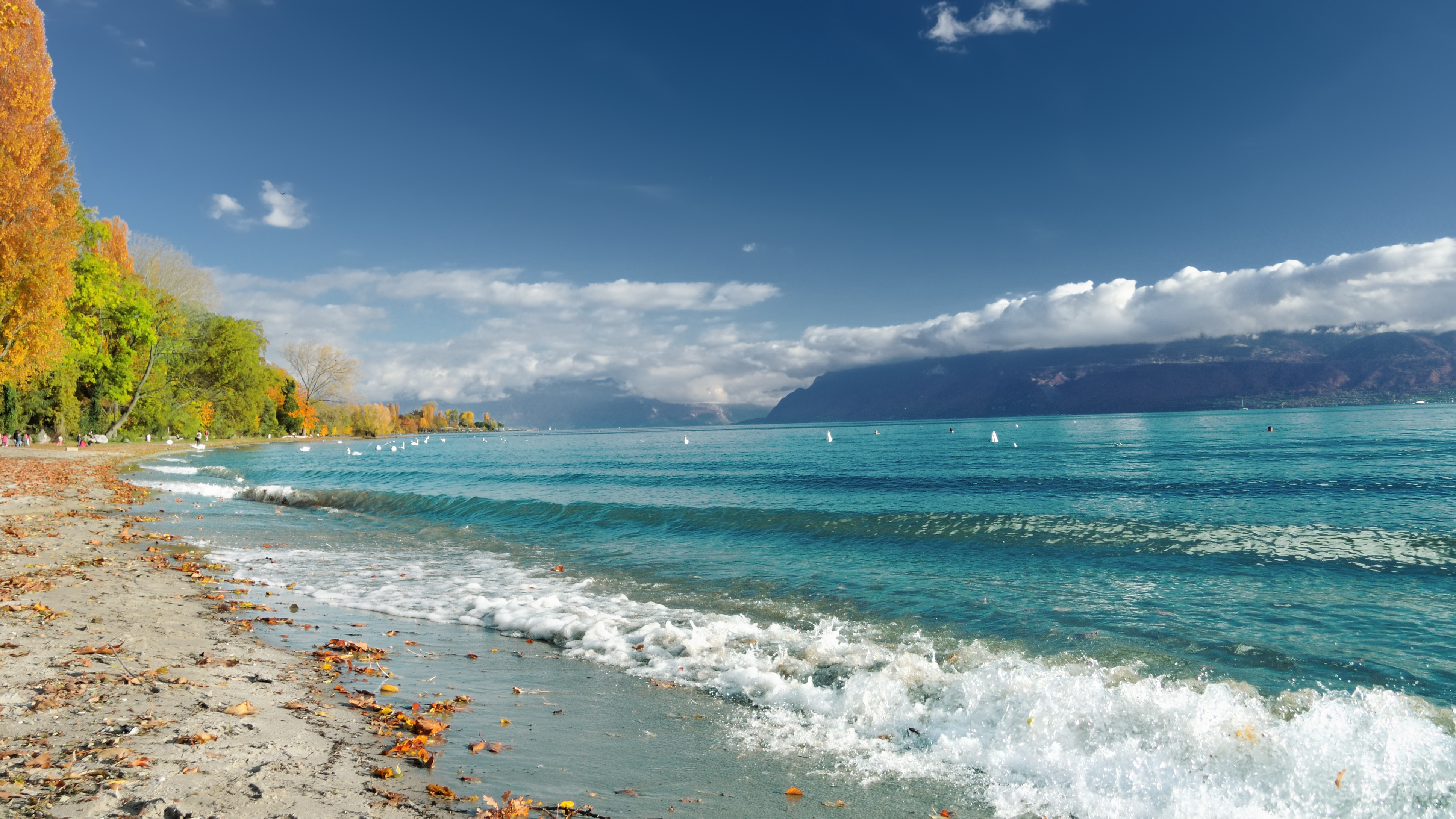
Playa en el lago Léman, cantón de Vaud